# Narzędzia zębate

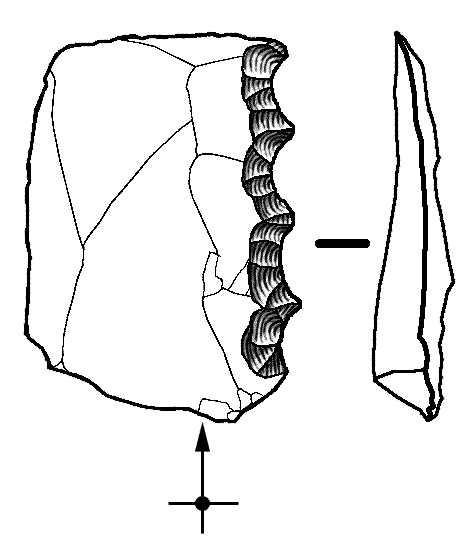
Retusz zębaty

Narzędzia zębate – narzędzia kamienne wykonywane retuszem zębatym. Są charakterystyczne dla środkowego i dolnego paleolitu. Podstawą typologii tych narzędzi może być liczba krawędzi pracujących oraz sposób ich umiejscowienia. Zgodnie z tym kluczem rozróżnia się m.in. narzędzia zębate: pojedyncze, podwójne, podłużne, transwersalne, krążkowate czy wierzchołkowe. Są licznie reprezentowane w znaleziskach z kręgów kultur przedmustierskich i mustierskich.